# Arthur Engel (mathématicien)
Arthur Engel (12 janvier 1928 - 11 novembre 2022) est un enseignant de mathématiques allemand, un pédagogue et un auteur prolifique. Son œuvre est traduite en de nombreuses langues (français, anglais , allemand, etc.). Il joue un rôle dans les compétitions de mathématiques nationales et internationales des années 1970 à sa mort principalement avec l'équipe d'Allemagne. Engel a été l'un des premiers à reconnaître l'impact des calculatrices et des ordinateurs dans l'enseignement des mathématiques. Il a mis en évidence que le point important n'était pas d'apprendre comment appliquer un algorithme, ce qui peut maintenant être fait par la machine, mais d'apprendre à construire et à tester les algorithmes. Il a également très rapidement vu combien l'utilisation des ordinateurs pouvait être précieuse pour éveiller l'intérêt des étudiants envers les mathématiques.

## Carrière
Arthur Engel est né en 1928. Il fait ses études supérieures à l'université de Stuttgart et les termine en 1952, puis devient professeur de mathématiques dans le secondaire pendant dix-huit ans. En 1970, il devient maître de conférences à école supérieure de pédagogie de Ludwigsburg (de), une école de formation des enseignants. Engel est ensuite professeur à l'Institut für Didaktik der Mathematik und der Informatik (Institut de didactique des mathématiques et de l'informatique) à l'université Goethe de Francfort.
Engel commence à militer pour la mise en place de la Bundeswettbewerb Mathematik (compétition mathématique fédérale) dès 1965. La première compétition se tient en 1970. Il est le chef de la première délégation allemande qui participe aux Olympiades internationales de mathématiques (OIM), à Belgrade en 1977. Il reste chef de délégation jusqu'en 1984. Engel, qui est alors à l'université de Francfort, préside le jury de la 30e OIM à Brunswick, en Basse-Saxe (13-24 juillet 1989). Une session des Olympiades propose six problèmes à résoudre aux participants. Deux des problèmes de 1979 ont été posés par Engel, ainsi qu'un en 1981, 1983, 1986 et 1987
En 1990, Engel reçoit la croix fédérale du Mérite des mains du ministre fédéral de l'Éducation et de la Recherche. En 1991, il est l'un des trois premiers lauréats du prix David-Hilbert décerné par la World Federation of National Mathematics Competitions (WFNMC). Ce prix récompense un article publié en 1987 dans le journal Mathematics Competitions de la WFNMC qui discutait la création de problèmes de mathématiques pour les Olympiades, couvrant les différents aspects du sujet en détail.

## Œuvre
Engel est l'auteur de nombreux manuels, livres d'accompagnement, livres et articles sur l'enseignement des mathématiques, qu'il écrit en allemand et en anglais. Certains sont traduits en français, en allemand et en polonais.
Dans son article de 1971, Teaching of Probability in the Intermediate Grades (« Enseigner les probabilités dans les classes intermédiaires »), Engel décrit une activité dans laquelle les étudiants commencent par utiliser une roulette pour produire une série de nombres aléatoires, puis ils utilisent des dispositifs pour produire une série où les roulettes ne sont pas indépendantes, de sorte à simuler une chaîne de Markov. Un enseignant australien a élaboré l'idée pour donner à ses élèves un modèle simple de météorologie. Dans le volume 2 de son livre de 1975 Wahrscheinlichkeitsrechnung und Statistik (Processus aléatoires pour les débutants dans sa version française), Engel donne un algorithme à base de jetons qu'on déplace, qui peut être utilisé pour déterminer les caractéristiques de base d'une chaîne de Markov absorbante (en). L'algorithme repose sur une récurrence de la distribution initiale des jetons, dont Engel dit qu'elle a été prouvée par L. Scheller mais pas publiée. Une preuve a été écrite vers 1979 par J. Laurie Snell (en) et finalement rendue publique en 2006.
Dans son livre Elementary Mathematics from an Algorithmic Standpoint (Mathématiques élémentaires d'un point de vue algorithmique, 1984), Engel a l'intuition que lorsque calculatrices et ordinateurs seront largement disponibles, les étudiants n'accepteront plus l'apprentissage répétitif d'algorithmes qui pourraient être exécutés mécaniquement. Il propose que les mathématiques à l'école se centrent sur la notion d'algorithme et que les programmes soient complètement révisés pour adopter un « point de vue algorithmique ». L'approche qu'il propose serait ainsi focalisée sur la construction et le test des algorithmes plutôt que sur leur exécution.
Engel est l'un des premiers à reconnaître la valeur de la programmation informatique pour l'enseignement des mathématiques. Le livre Exploring Mathematics with Your Computer (Explorer les mathématiques avec votre ordinateur, 1993) tire des exemples de la théorie des nombres, les probabilités, la statistique, la combinatoire, les algorithmes numérique et de nombreux autres domaines. Le livre est principalement écrit pour des enseignants. Il est critiqué pour un certain manque de motivation avant de discuter les sujets et décrit comme « une bonne idée pas très bien réalisée ». Cependant, le livre est aussi qualifié de « collection de bijoux... un riche banquet ». Dans une autre recension, le livre est vu comme « une excellente source d'idées pour des activités informatiques qui impliquent les étudiants dans des explorations mathématiques ». Une troisième recension note : « Ceux qui ont rencontré des exemples du travail d'Arthur Engel sauront à quoi s'attendre, et ceci est un nouvel exemple de son étourdissante polyvalence. »
Le livre Problem-Solving Strategies (Solutions d'experts en français, 1998) a été décrit comme « le livre d'entraînement le plus complet disponible pour les compétitions du secondaire et du début du supérieur... Les belles mathématiques y abondent... ». Le livre contient près de 1100 problèmes et présente différents principes et théories utilisés dans les Olympiades internationales de mathématiques, en passant par la théorie des nombres, le principe d'invariance, le principe des tiroirs, la combinatoire, le raisonnement par récurrence, la théorie des jeux, la théorie des graphes, etc.

## Publications choisies
- Arthur Engel, « Systematic Use of Applications in Mathematics Teaching », Educational Studies in Mathematics, vol. 1, nos 1/2, Proceedings of the Colloquium "How to Teach Mathematics so as to Be Useful",‎ mai 1968, p. 202–221 (DOI 10.1007/bf00426244, JSTOR 3481993, S2CID 123643654)
- Arthur Engel, « The Relevance of Modern Fields of Applied Mathematics for Mathematical Education », Educational Studies in Mathematics, vol. 2, nos 2/3, Addresses of the First International Congress on Mathematical Education,‎ décembre 1969, p. 257–269 (DOI 10.1007/bf00303462, JSTOR 3482080, S2CID 123481382)
- Arthur Engel, A short course in probability, Cemrel, Inc., 1970 (lire en ligne), p. 115
- (de) Arthur Engel, Mathematische Modelle der Wirklichkeit (Mathematical models of reality), Klett, 1971 (lire en ligne)
- Arthur Engel, « Geometrical Activities for the Upper Elementary SchoolQuick View », Educational Studies in Mathematics, vol. 3, nos 3/4 Lectures of the Comprehensive School Mathematics Project (CSMP). Conference on the Teaching of Geometry,‎ juin 1971, p. 353–394 (DOI 10.1007/BF00302303, JSTOR 3482033, S2CID 121409419)
- (de) Arthur Engel, Tamás Varga et Willi Walser, Zufall oder Strategie?: Spiele zur Kombinatorik und Wahrscheinlichkeitsrechnung auf der Primarstufe (Elementary combinatory and probability games), Klett, janvier 1974 (ISBN 978-3-12-902000-5, lire en ligne), p. 167
- Arthur Engel, Tamas Varga, Willi Walser, J.M. Dijkshoorn, D.J. Karman et Klaas Bernhard Koster, Toeval of strategie, Wolters-Noordhoff, 1975 (ISBN 978-90-01-26467-3, lire en ligne), p. 49
- Arthur Engel (trad. de l'allemand par Joël Pinchinat et Jacques Ulrici), L'Enseignement des probabilités et de la statistique, Cedic, coll. « Formation des maîtres en mathématiques », 1975, 306 p. (ISBN 9782712401153, ISSN 0337-3290, lire en ligne)
- Arthur Engel, « The Probabilistic Abacus », Educational Studies in Mathematics, vol. 6, no 1,‎ mars 1975, p. 1–22 (DOI 10.1007/bf00590021, JSTOR 3482156, S2CID 120059891)
- (de) Arthur Engel, Mathematische Olympiadeaufgaben aus der UDSSR: mit ausführlichen Lösungen, Klett, 1976 (ISBN 9783127103007, lire en ligne)
- Arthur Engel, Tamás Varga et Willi Walser, Hasard ou strategie ? (Chance or Strategy), O.C.D.L., 1976 (ISBN 978-2-7043-1924-4, lire en ligne), p. 191
- (de) Arthur Engel, Elementarmathematik vom algorithmischen Standpunkt (Elementary Mathematics from the algorithmic point of view), Klett, 1977 (ISBN 978-3-12-983340-7, lire en ligne), p. 222
- (pl) Arthur Engel, Tamás Varga et Willi Walser, Strategia czy przypadek ?: gry kombinatoryczne i probabilistyczne (Strategy or coincidence?: Combinatorial and probabilistic games), WSiP, 1979, 169 p. (ISBN 978-83-02-00578-7, lire en ligne)
- Arthur Engel, Mathématique élémentaire d'un point de vue algorithmique, CEDIC, 1979 (ISBN 978-2-7124-0152-8, lire en ligne), p. 319
- (de) Arthur Engel et Emanuel Röhrl, Neue Ideen in der Statistik: zum Gedenken an Prof. Emanuel Röhrl (New ideas in statistics: in memory of Prof. Emanuel Röhrl), 1982, 89 p. (ISBN 978-3-12-963371-7, lire en ligne)
- Arthur Engel, Elementary mathematics from an algorithmic standpoint, Keele Mathematical Education Publications, 1984, 264 p. (ISBN 9780947747008, lire en ligne)
- (de) Arthur Engel, Wahrscheinlichkeitsrechnung und Statistik, 2 (Probability and Statistics, 2), Klett, 1984 (lire en ligne)
- (es) Arthur Engel, Vicente Meneu et Magdalena Morata, Probabilidad y estadística (Probability and Statistics), Mestral, 1988 (ISBN 978-84-7575-318-8, lire en ligne), p. 256
- Arthur Engel et Daniel Reisz, Mathématique et informatique, Cedic/Nathan, 1985 (ISBN 978-2-7124-0177-1, lire en ligne), p. 319
- (de) Arthur Engel, Stochastik (Stochastics), Klett, janvier 1987 (ISBN 978-3-12-983110-6, lire en ligne), p. 253
- Arthur Engel, Exploring Mathematics with Your Computer, Washington, DC, Mathematical Association of America, 1993, 312 p. (ISBN 978-0-88-3856-36-9)
- Arthur Engel, Les certitudes du hasard (Certainty of chance), Aleas, 1990 (ISBN 978-2-908016-04-8, lire en ligne), p. 330
- (de) Arthur Engel, Mathematisches Experimentieren mit dem PC (Mathematical experimentation with the PC), Klett Ernst /Schulbuch, 1991 (ISBN 978-3-12-983360-5, lire en ligne), p. 284
- Arthur Engel, Problem-Solving Strategies, Springer, 1997, 403 p. (ISBN 978-0-387-98219-9, lire en ligne)